# 佩斯卡拉足球俱乐部
佩斯卡拉足球俱樂部（Delfino Pescara 1936），简称佩斯卡拉，意大利中部城市佩斯卡拉的一个足球俱乐部，主场位于亚得里亚体育场。

## 歷史
俱樂部是在1936年成立，於1940年開始在職業聯賽角逐。但長期以來，俱樂部幾乎都是在低級別聯賽徘徊。直到1974年，才首度升上乙組；1977-78年球季，首度升上甲組。
此後俱樂部有六次在甲組比賽的球季：1977-78、1979-80、1987-88、1988-89、1992-93、2012-13、2016-2017。其中1987-89年間，是連續兩季留在甲組。而在1993年降級後，更要在二十年後，才於2012年升回上甲組。但一季後，又再度降級。
在2008年12月，俱樂部受到負債困擾而宣告破產，由當地法庭接管；2009年2月，由女商人Deborah Caldora收購球會。

## 著名球員
- 马西米利亚诺·阿莱格里
- 摩尔甘·德·桑克蒂斯
- 馬高·華拉堤
- 弗拉迪米尔·魏斯
- 鄧加